# 多续语
多续语（英文：Duoxu或Tosu，“多续语”在该语言中读[do˧ɕu˧ na˧˩]）是藏缅语族羌语支下的一种语言，和已经灭绝的西夏语联系密切。它是中国记录研究得最少、同时也是最高级濒危语言之一。多续语使用主体是分佈在凉山州安宁河上游冕宁县境内的惠安、城厢、哈哈、后山、复兴、林里、沙坝镇等乡镇的多续藏族。据2012年的调查，当时2000多人的族群中只有不到10人的高龄老人会不熟练地使用这门语言。到2014年，欧洲语言学者齐卡佳（Katia Chirkova）调查後指出有超过9人在使用该语言，使用者都是70、80岁的老人。目前或已灭绝。
多续语的抢救工作曾在英国濒危语言资金会资助进行，学者齐卡佳、韩正康等人团队出版有《实用多续语语法》一书。